# Obory (powiat de Golub-Dobrzyń)
Pour les articles homonymes, voir Obory.
Obory est un village de Pologne situé en Couïavie-Poméranie.

## Galerie

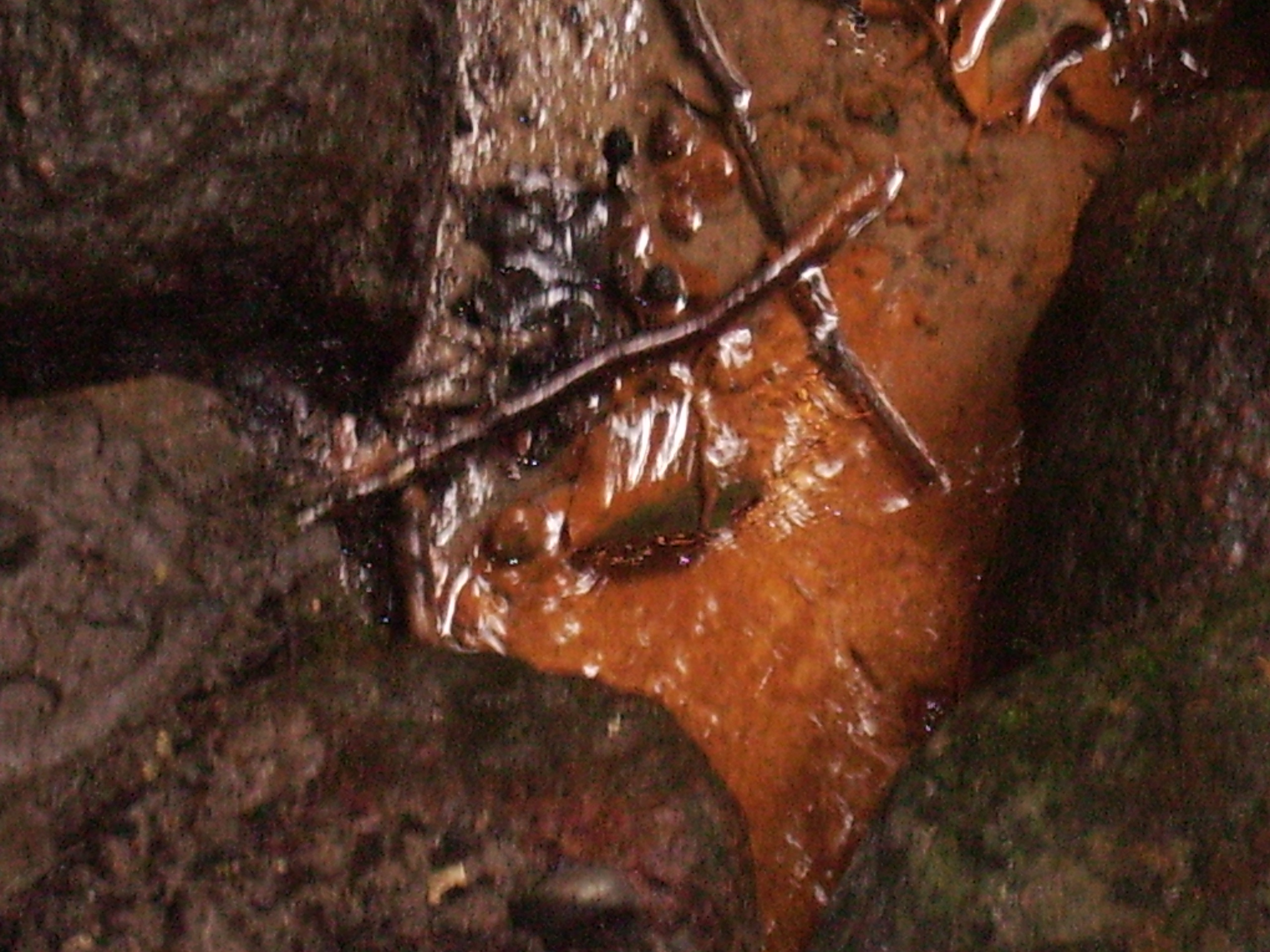
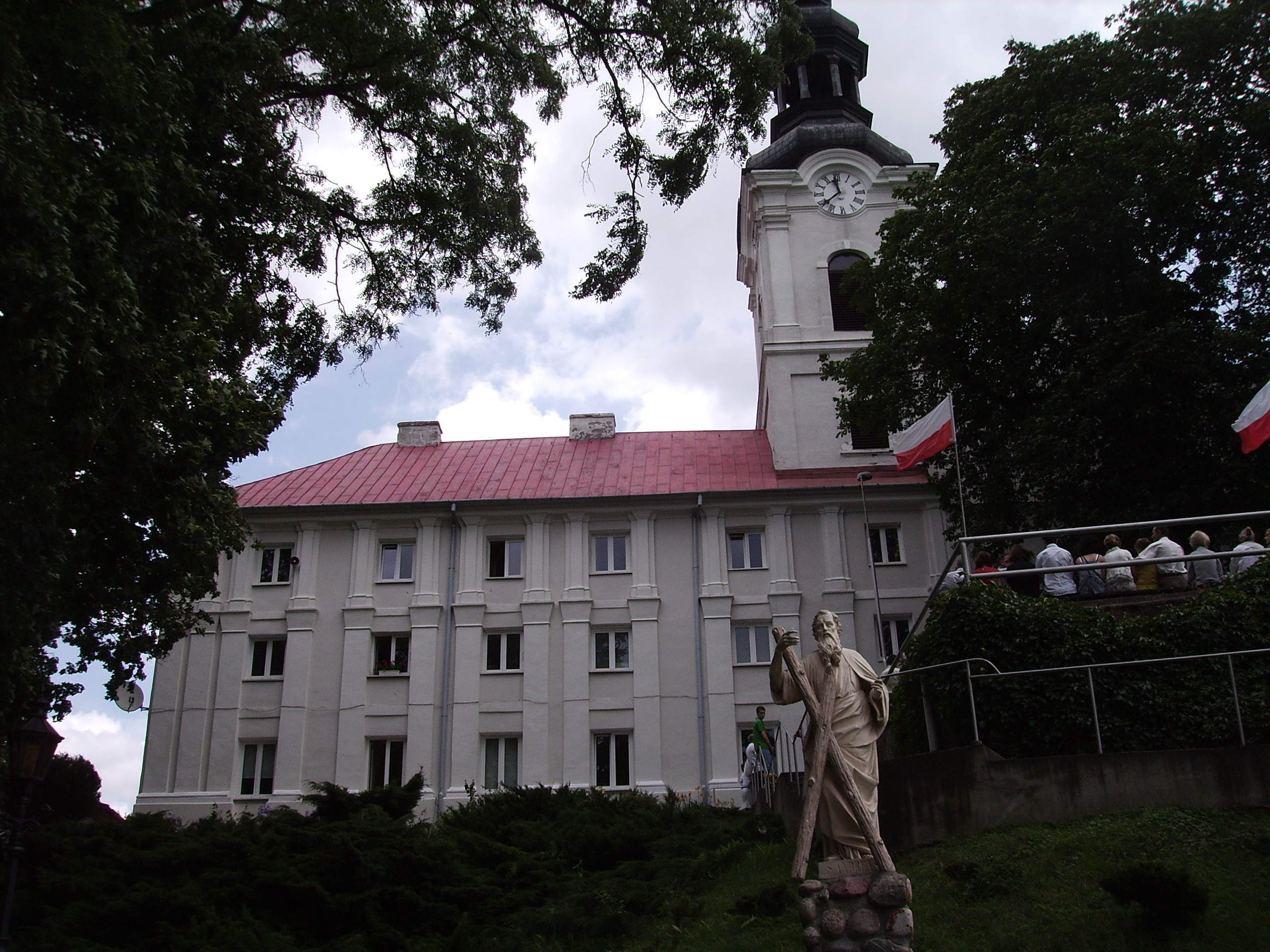